# Carlos Baleba
Carlos Noom Quomah Baleba (* 3. ledna 2004 Douala) je kamerunský profesionální fotbalista, který hraje na pozici středního či defensivního záložníka za anglický klub Brighton & Hove Albion FC.

## Klubová kariéra
Baleba začal hrát fotbal v klubu Futur Soccer FC v Douale a ve 13 letech nastoupil do akademie École de Football des Brasseries du Cameroun.

### Lille
Baleba přestoupil v lednu 2022 do francouzského Lille, přičemž už předtím zaujal skauty několika dalších evropských klubů.
Přestože se Baleba ke konci sezony 2021/22 několikrát objevil na lavičce náhradníků, na svůj debut v A-týmu si musel počkat až do sezony 2022/23, kdy mu dal šanci nově jmenovaný manažer Paulo Fonseca. Za Lille debutoval 7. srpna 2022 při vítězství 4:1 v Ligue 1 proti Auxerre. V průběhu sezóny pravidelně nastupoval z lavičky náhradníků na závěrečné minuty a dohromady odehrál 21 soutěžních utkání, z toho 5 v základní sestavě.
V srpnu 2023 ještě stihl v dresu Lille nastoupit do prvních dvou ligových zápasů nové sezóny, přestože se už finalizoval jeho přestup do anglického Brightonu.

### Brighton
Dne 29. srpna 2023 přestoupil Baleba do anglického Brightonu & Hove Albion za částku okolo 27 miliónů eur. Rodák z Doualy podepsal smlouvu do roku 2028. Baleba debutoval v dresu Seagulls 24. září při domácím vítězství 3:1 proti AFC Bournemouth, když v 73. minutě vystřídal Mahmouda Dahouda. O dva týdny později se poprvé objevil v základní sestavě Brightonu, a to v ligovém utkání proti Liverpoolu. 26. října debutoval v evropských pohárech, a to při výhře 2:0 nad Ajaxem v základní skupině Evropské ligy.